# Benzema (Lied)
Benzema ist ein Lied des ukrainischen Deutschrappers Capital Bra aus dem Jahr 2018.

## Entstehung und Veröffentlichung
Der Liedtext wurde vom Interpreten Vladislav Balovatsky (Capital Bra) selbst verfasst, während die Musik von Konstantin Scherer (Djorkaeff) und Vincent Stein (Beatzarre) komponiert wurde. Die beiden Komponisten zeichneten zudem auch für die Produktion verantwortlich.
Die Erstveröffentlichung von Benzema erfolgte als Single am 21. Dezember 2018 bei Ersguterjunge. Diese erschien als digitaler Einzeltrack zum Download und Streaming. Am 12. April 2019 erschien das Lied als Teil von Capital Bras sechstem Studioalbum CB6, dessen erste Singleauskopplung es ist.

## Inhalt
Das Lied thematisiert mehrere Aspekte:
1. Lebensstil und Luxus: Das Lied hebt den Lebensstil eines erfolgreichen Rappers hervor. Es wird über teure Autos wie den „Benzer“ (Mercedes-Benz) gesungen, was auf Reichtum und Statussymbole hinweist.
2. Erfolg und Karriere: Capital Bra vergleicht sich selbst mit Karim Benzema, einem bekannten Fußballer, der für seine Konstanz und Leistung bekannt ist. Dies steht symbolisch für Capital Bras eigenen Erfolg in der Musikindustrie.
3. Herkunft und Identität: Der Text erwähnt „Capital aus Ukraine und nicht Drake aus Kanada“, was auf Capital Bras Herkunft und seine Identität hinweist. Er betont seine eigene Hintergrundgeschichte, die ihn von anderen Rappern unterscheidet.
4. Bescheidenheit und Menschlichkeit: Trotz des Erfolgs betont das Lied die Wichtigkeit, bescheiden zu bleiben. Capital Bra zitiert seine Mutter mit den Worten „Bleib menschlich!“, was auf die Bedeutung von Menschlichkeit und Bodenhaftung hinweist.
5. Kritik an Hype und Ego: Es wird auf die Vergänglichkeit von Hype und den Einfluss von Ego-Problemen hingewiesen. Capital Bra spricht davon, dass am Ende nur die Taten zählen, nicht der kurzlebige Ruhm.
6. Gefahren und Herausforderungen: Das Lied erwähnt auch die Gefahren, die mit Erfolg und der Straße verbunden sind, wie z. B. Schlägereien mit der Polizei und das Risiko, das Leben zu verlieren („Es fliegen Kugeln für Para“).

„Bratan läuft, Para und Erfolg.
Gestern war’n die Platten grau, heute sind sie Gold.
Heute sitzen wir im Benz, gestern zu sechst in einem Golf.
Doch der Bratan bleibt der Gleiche, ich weiß gar nicht, was ihr wollt.
Nein, ich will nicht angeben, Mama sagt: ‚Bleib menschlich!
Das heißt, du darfst nicht abheben – wenn du fällst, wird’s brenzlig.
Und keiner fängt dich, keiner hilft dir auf.
Also denk nicht, dass einer an dich glaubt.‘“

## Kommerzieller Erfolg

### Chartplatzierungen
Benzema avancierte für Capital Bra bereits zum achten Nummer-eins-Hit, innerhalb von acht Monaten, in den deutschen Singlecharts. Für das Autoren- und Produzentenduo Beatzarre und Djorkaeff es nach The One (Mai 2014) und Roli Glitzer Glitzer (Oktober 2018) der dritte Nummer-eins-Erfolg in Deutschland. In den deutschen deutschsprachigen Singlecharts ist es bereits der neunte Nummer-eins-Hit für Capital Bra.
| ChartsChartplatzierungen | Höchstplatzierung | Wochen |
| ------------------------ | ----------------- | ------ |
| Deutschland (GfK)        | 1 (23 Wo.)        | 23     |
| Österreich (Ö3)          | 2 (16 Wo.)        | 16     |
| Schweiz (IFPI)           | 2 (12 Wo.)        | 12     |

| ChartsJahrescharts (2019) | Platzierung |
| ------------------------- | ----------- |
| Deutschland (GfK)         | 27          |
| Österreich (Ö3)           | 47          |
| Schweiz (IFPI)            | 68          |

### Auszeichnungen für Musikverkäufe
| Land/Region        | Auszeichnungen für Musikverkäufe (Land/Region, Auszeichnung, Verkäufe) | Verkäufe |
| ------------------ | ---------------------------------------------------------------------- | -------- |
| Deutschland (BVMI) | Platin                                                                 | 400.000  |
| Insgesamt          | 1× Platin ·                                                            | 400.000  |